# 六一六事变
六一六事变（另稱廣州蒙難）為1922年6月16日广州一場武装政变。陈炯明因主張联省自治而與堅持北伐統一的孫文政見相左，故當日突然率部下粤军發難，武力驱逐孫文並消滅广州军政府；期间粤军炮轟总统府、逼孙部繳械並占领炮台兵工厂等军事要塞，孙中山则率海军戰艦炮擊粵軍報復。

## 背景
1920年7月直皖战争后，段祺瑞下台，但是控制北京政府的直系奉系军阀仍然没有恢复《临时约法》。8月舊桂系把持護法軍政府發難揮師進攻粵東閩南，第一次粵桂戰爭爆發，陈炯明所部粤军从福建回師，11月击败桂軍夺回广州后邀请孙中山、唐绍仪、伍廷芳回广东。孙中山抵達广州改编军队由其直辖。
1920年12月12日，孙文召集残留广州的非常国会议员开会，但因法定人数不足无法开会，遂召开座谈会。与会者多主张在广州建立民国中央政府、另立总统。1921年1月1日，孙文在军政府发表演说称：
此次军府回粤，其责任固在继续护法，但余观察现在大势，护法断断不能解决根本问题。吾人从今日起，不可不拿定方针，开一新纪元，巩固中华民国基础，削平变乱。方针维何？即建设正式政府是也。盖护法不过矫正北政府之非法行为，即达目的，于中华民国亦无若何裨益。况护法乃国内一部分问题，对内仍承认北京政府为中央政府，对外亦不发生国际上地位之效力。所以数载以来，北政府尚自命为中央政府，外人仍承认之，而视我等则为土匪，视我等护法区域则如土匪区域。……此种机关，岂能代表中华民国而与北庭对抗乎？
陈炯明主张实行“联省自治”（省民选举议员和地方长官等），建立美国式民主联邦；这与孙中山的北伐、武力统一的主张有所冲突。
1921年1月12日，由广州残留议员组织的“非常国会”在广州复会。4月7日，非常国会选举孙中山为“非常大总统”，北京政府、直系、奉系军阀及湘、桂、鄂等省均不表示承认，广东省议会亦开会反对。孙中山实施武力统一全国之策，与陈炯明的联省自治主张发生冲突。陈炯明主张先定省宪，以确立民治的基础；再议国宪，循序渐进地推进和平统一。他认为北伐系消耗广东的資源与北方争霸，並命部下向孙文提出了如下质询：
一、南方选举总统，无异自树目标。一旦北方来攻，何以御之？
    二、广东现时军实是否充实，饷项是否丰饶？果有战事发生，究竟能支持几时？
6月桂系军阀再次进逼广东，是為第二次粵桂戰爭，陈炯明带兵迎敌。此战虽击败桂系，但粵軍戰後死伤全军五分之一，士气頓遭重挫。
10月8日，“非常国会”通过孙文递交的“北伐出师案”。孙文随即将粤军编为约3万人的“北伐军”，于15日向广西进发。12月4日，孙文抵达桂林，在此设立“北伐大本营”。陈炯明对此进行抵制，拒不离开广州。
1922年2月13日，北伐軍進抵湘南:301。
3月，在陈炯明的劝说下，滇省督軍唐继尧表示不会支持北伐，湘省督軍趙恒惕亦拒绝北伐军取道全州入境。3月21日，粵軍參謀長兼第一師師長鄧鏗在廣州遭人刺殺，國民黨指控陳炯明為兇手:443，但亦有人認為鄧鏗不是被陈炯明所殺。
4月16日，孫中山在梧州召开军事会议，决定将北伐大本营迁至韶关，陳炯明拒絕參加會議:443。20日，陈炯明辭去广东省长、粤军总司令之职，率部离开广州，返回惠州，布防于石龙、虎门一带，同时命令部將叶举率部火速由桂返粤，孫中山遂以伍廷芳為廣東省長:649。
5、6月间，第一次直奉战争爆发，孙中山认为广东已经稳定，便于5月6日协同胡汉民、许崇智出师北伐，与奉军张作霖一同夹击直系。但5月8日奉军战败消息传来，叶举等人见状便于当日率军抵达肇庆，5月9日，北伐军自韶关出发，兵分三路进入江西，5月10日孙中山电令广州卫戍司令魏邦平，要求各军不得擅自开进广州，要求叶举部驻扎于肇庆、罗定、阳春、高州、雷州、钦州、廉州等地，但叶举拒不从命，于5月18日开进广州，提出“清君侧、除宵小”等口号，矛头指向胡汉民、廖仲恺、许崇智。20日，叶举又与粤军诸将致电孙文，要求恢复陈炯明广东省长、粤军总司令之职，遭孙文拒绝:654。23日，蔣介石致函陳炯明，勸説其服從廣州政府:665。
5月25日，北伐軍占領南安，蔣介石向孫中山建議先鞏固後方再北伐:884。27日，孫中山任命陳炯明“以陆军总长办理两广军务，所有两广军队，悉归其调遣”，陳炯明拒不就任:890。31日，廖仲愷致電蔣介石，促其南下制衡陳炯明:917。6月1日，为说服陈炯明参加北伐，孫中山令胡漢民留守，带两营警卫自韶关返回被粤军控制的广州城，命令陈炯明到广州面谈，陈炯明则不做回复:919。6月2日，孫中山派人勸説陳炯明，未果，孫中山電令蔣介石立即率軍赴廣州:745。同时北洋直系曹锟等人提出方法，要求南北总统共同下野，以促进和谈。5月28日孙传芳通电全国，请求南北总统一起下野，29日齐燮元电劝徐世昌退位。直系诸将领、官僚一时间纷纷催促徐世昌下野，徐世昌本来就是1918年段祺瑞与冯国璋争斗起来推举出的中间派，无兵权也无人望，被迫于5月31日发表通电声称自己愿意下野，但要“合法办法”辞职，希望延缓一些时间。6月1日天津旧国会203名议员发表联合宣言，指责徐世昌为非法选举上位，6月2日吴佩孚部下钱少卿打电话到总统府多次，询问徐世昌何时离开北京。如此种种，导致徐世昌被迫下台。:937

6月3日，叶举宣布广州戒严。同日，北京大学校长蔡元培暨北方知名人士二百余人致电孙中山，请孙实行与北方总统徐世昌同时下野的前言。孙后来澄清从没有与徐世昌同时下野的约定。
|  | 与徐同时下野之约言，不知其从何而来。吾在民国元年，曾有与宣统同时退位之语，而今日与徐同时下野之说则无有；其或造谣生事者，根据于与宣统同时退位之语而来，不过假此以荧惑世人耳目耳。如吾果有與徐世昌同時下野之語在前，是無異承認其為合法、承認其為正式總統，安能為之？吾之就總統職者，乃知名器之不可假借、職權之不可虛懸，正名定位，不使是非混淆，以亂天下人之耳目。名分既定，則吾自無與徐同時下野之理。 |

事实上，最早提出南北总统同时下野的是孙传芳于1922年5月28日给广州护法政府的通电。
6月6日，上海各界联合会對駐華各國公使发表声明，尊奉孙中山为中华民国唯一大总统。:982-9836月8日，李烈钧、许崇智、黄大伟、汪精卫等通电，主张以孙为中华民国正式大总统。:1013
黎元洪撤销了对孙中山的通缉令，并于6月15日下令全国停战。此時北伐軍已占領吉安，陳炯明乘機要求南北總統同時下野:1056。

## 陈炯明兵变
6月13日，陳炯明密令部下，準備襲擊廣州，陈軍在白云山一带宣布戒严，叶举等人纷纷前往广州:1040。同日，北伐军占领赣州，检获陈炯明与吴佩孚、陈光远图谋夹击北伐军的电函多件。主要有:105-107:1041：
(一)吴佩孚抄示陈光远与陈炯明11日电。略谓：前与尊处所定夹攻孙军计划皆未照行，本月7日，虽击败逐退孙军于赣州城三十余里外，但敌增兵前进，志在得城。赣州一失，全局即难收拾。务于本月15日以前，照行所订计划，否则所订南北统一后北南吴佩孚、陈炯明正副总统条件，概作废纸。
(二)赣州搜出之陈炯明与陈光远电。陈炯明去电略谓：“贵军宜聚兵三南，予由惠州夹击，必操胜算，对许崇智所部及其本身，务取完全消灭主义，对黄大伟、李烈钧等军，实行缴枪解散。”陈光远回电略谓：“三南地方辽阔，赣军不敷分配，今引孙军深人，赣城险固，死亡必多，足下以后夹击，敌必首尾不顾，是为上策，望尊处照办。”
(三)许崇智军攻克赣州时，又搜获陈炯明部与赣州密函。略谓：孙定18日总攻击，“陈部决计先期与我军协同动作。敌右翼最强，宜先翦除，请我帅速令重兵出三南，陈部即由连平进兵，与我军夹攻之。南雄方面，是否应与三南同时并进，信丰方面军队若干，何日可出三南，均请先电确示，以便告陈部动员相应”。
6月15日，廖仲恺奉孙中山之命前往惠州邀请陈炯明出面，在石龙被扣留:1053。当天，叶举、洪兆麟、杨坤如等于白云山总指挥处开秘密会，晚10时，叶举指授诸将领围攻总统府、占领行政机关及派兵进驻韶关各方略。并悬赏二十万元谋害孙中山，许事成后大掠三日。由洪兆麟部首先发难。:118-119
6月16日，陈炯明部占领广州，宣布取消广州政府，部下劫掠各重要机关，断绝广州与外界交通，声明服从旧国会，并炮击总统府和观音山住所粵秀楼。15日夜10時，廣州政府接到陳炯明即將叛變的密報，16日凌晨3時，探得陳軍各部從市郊向市區開動，孫中山旋即離開總統府前往海珠:1067。孫中山剛到海珠，陳軍就控制了廣州，封鎖各交通要道:1067，於4時占據各政府機關，並向總統府圍攻，陳軍從觀音山上掃射粵秀樓一帶，被總統府衛隊擊退，上午10時，陳軍從觀音山炮擊粵秀樓，總統府衛隊長姚觀順率部掩護宋慶齡等人潛出:1068。孙中山各部队相继遭到缴械。总统府警卫军，被第二师军队收缴。驻于兵工厂的陈策、朱卓文所部五营，死力抵抗，坚守附近之五座炮垒，与陈军杨坤如部战斗数小时之久。后为杨部猛力攻击，卒将该军击溃，死伤甚众。海军陆战队的长堤司令部，被熊略旅长所部缴械。而广东此时的要塞虎门炮台，当日已为黄凤纶所占领，钟景棠部也先已占领鱼珠等炮台。:1068长洲炮台因司令马伯麟率海军陆战队坚守，与海军舰队成犄角之势，使得叛军不能陈兵北江，以阻碍北伐军回粤。

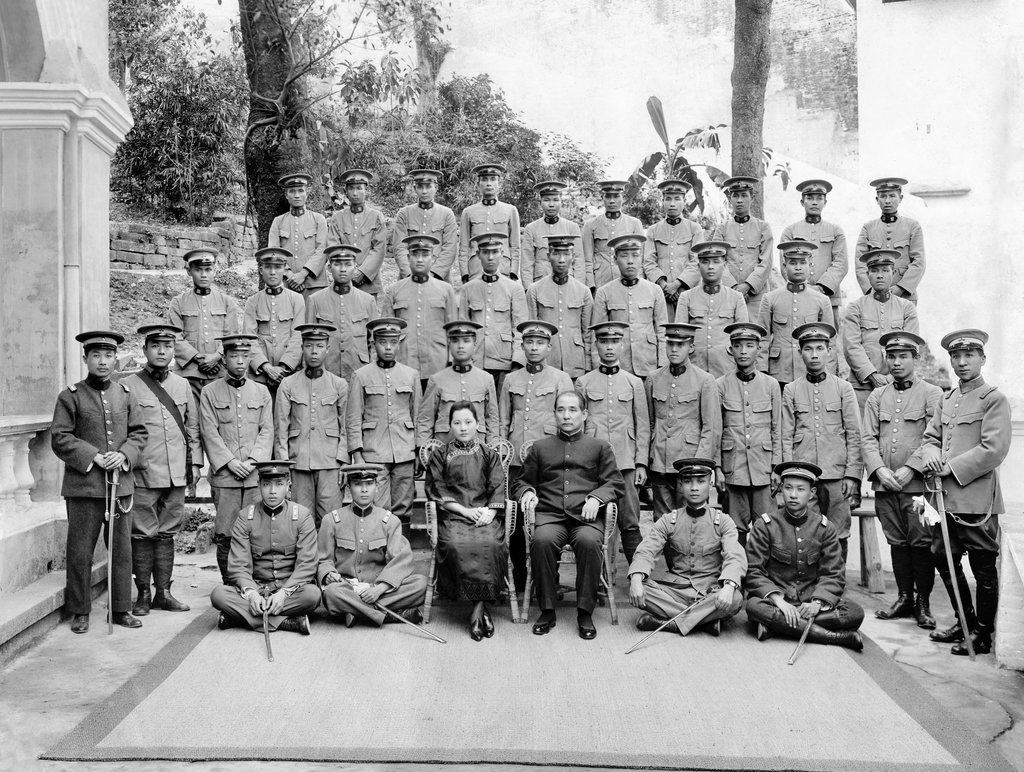
1923年12月，孙中山与警卫营合影纪念

6月16日晨，外交部长伍廷芳登舰谒孙，孙向伍表示：“今日我必率舰队，击破逆军，戡平叛军而后已。否则，中外人士必以为我已无戡乱之能力，且不知我之所在”:1070。17日晨，孙中山率领“永丰”、“永翔”、“楚豫”、“豫章”、“同安”、“广玉”、“宝壁”各舰出动，由黄埔经过车尾炮台，“驶至白鹅潭，乃命各舰对大沙头、白云山、沙河、观音山、五层楼等处之叛军，发炮射击。各叛军闻声落胆，皆纷纷弃械逃遁”。后各舰经中流砥柱炮台返回黄埔。:1071午前5时，粤军钟景棠部下一千人，迫使孙军陈策部下三百人解除武装。但陈策因附近停有炮舰四舸为后援，不轻易屈服，双方因之展开战斗。正午，“永丰”舰及炮舰二舸通过珠江，在行驶中，用小口径炮向对面河之陈军宿舍轰击至数十发，陈军以小枪应之。此次变乱，因不带挑衅外国人色彩，故一般外人颇为安定。午后5时许，海军又一度开炮，但不久即停。:1071
当日，海军全体官兵通电讨伐陈炯明。电谓：“我等奉命声讨，先行炮击，冀其私心一悟，改逆从顺，免受天诛。如彼仍顽抗，恤恶不悬，当合各省护法大军，协同扫荡，以免护法大业，功亏一筏，谨驰电闻。”:153下午，孙中山驻省城军舰炮击东关及白云山陈炯明部，广九车也震毁一部，陈军抢掠甚惨。海军受到还击之后，各舰即退出省河。:1213由于陈炯明部在兵变后控制與论，“粤城各报，因受检查，对于战事，完全不能登载。”“广州自陈炯明举兵变乱后，一切新闻消息及报告、专论均己失其自由，除霄港报馆尚有一二家未被收买者外，鲜能得其真相。”“各通讯社及访员发出之新闻多被检阅，并禁止登载。”部分报刊曲解孙中山炮击广州；学者伍立杨考证，孙炮击的是叛军驻点，而不是市区的居民房。孙中山本人则认为，炮击叛军驻点对广州市区居民造成的损失，应由陈炯明承担。
蒋中正其时正在家乡奉化守制。18日，孫電促蔣來廣東，6月29日蔣到黃埔，登上永豐艦見孫，此时，因珠江江面已基本被粤军火力封锁，“永丰”等舰已走投无路。形勢持續惡化，永豐艦受到威脅，蔣介石急請孫移居下艙，而自守舵樓，冒險通過車歪炮台，直駛至白鵝潭，始脫離險境:112。7月8日，舰靠近英法租界沙面，泊于白鹅潭。由于白鹅潭系广州对外通商口岸，由英法军队控制，孙文遂能在此躲避粤军火力。蔣在孫處於危難而急需時趕來，使得孫在以後對蔣有更深、更多之信任和期望:164。蔣奉孫電召赴永豐艦參贊軍事行動達42日，咸認蔣日後在國民黨內政治地位的攀升此為重要之契機。孙中山的后人回忆，陳炯明聽闻蔣登上永豐艦后，面色發青，說蔣在孫身邊，必定出許多鬼主意:165。19日，孫中山下令北伐軍從江西回師戡亂:1151。20日，陳炯明突襲佔領韶關:1154。
22日，黃埔附近的海軍將領徐樹榮、李天德、李安邦等率軍前往海珠，與孫中山計劃反攻廣州:1182。23日，孫中山從楚豫艦前往永豐艦:1193。

## 孙中山反击
6月23日，香山县长吴铁城与顺德县长周之桢联合宣布独立，合两县民团六千人拥护孙中山。陈永善带兵二千人、飞机二架，赴香山剿办，“击退孙系县长吴铁城所部，并击毙吴部民军六十余人。吴已败走，香山全归陈炯明部占领，袁带所部已返香山”。
此次粵变突然，一时改变双方的力量对比。陈炯明军队乘北伐军队陆续入赣之隙，占据众多交通机关及工厂。6月27日，胡漢民率領贛南北伐軍準備回師廣州:1222。30日，李烈鈞亦率領滇軍回粵:1240。此时，因北伐军大部已返韶州，孙中山遂决定与陈军决战，下令加强黄埔戒备，防止长洲炮台失守。海军司令温树德下特别戒严令，各舰长前往永丰舰，表示服从之意。同日，蒋作宾缴获陈炯明与陈光远相约夹击北伐军的电报。电称：“北伐军攻下赣州，抄获陈光远、陈炯明往来电二十余通，内容系约定夹击李烈钧、许崇智者。”
7月1日，北伐軍各部抵達廣州城外，陳炯明假意致電孫中山求和，同時試圖買通海軍襲擊長洲，事敗:1。同日，香山民军黄明堂占领雷州，钦廉发生兵变，陈炯明、叶举等“已处于四面楚歌之中”。7月2日，北伐军许崇智、李福林、朱培德、黄大伟各部进入粤境，誓言三路进攻韶关。陈炯明分兵堵截，异常忙碌。孫中山召見各艦長，要求堅守黃埔:8。同日湘南北伐軍主力抵達韶關郊外:9。4日，280名國會議員電請孫中山令海陸軍限期剿滅陳炯明:18，廣東國民大會亦通電討伐陳炯明:19。5日，陳炯明再次向廣州政府求和:20。8日，許崇智率北伐各軍集結南雄:29。
7月9日，海軍陸戰隊隊長孫祥夫部投靠陳炯明，長洲炮台失守:31。10日，孫中山率海軍各艦轟擊車歪炮臺，進駐白鶴潭:71。11日，北伐軍進攻韶關:76。13日，陈炯明求援于吴佩孚、李厚基，吴已电令闽督李厚基就近出兵援粵，李乃将王献臣团改编为旅以出峰市，高全忠之第二师出韶安，又令辛桂芳月编一旅出平和，分三路入粵，以断北伐军之后路。15、16日，北伐军进攻帽子山，与粤军大战。18日，许崇智部克服翁源，随后旋失旋复，两日后复失。19日，陈炯明心腹陈觉民求援于吴佩孚，请吴迅攻赣南，“务将孙中山之部众歼除，以杜后患”。同日，陳炯明軍試圖以水雷炸永豐艦失敗:125。滇軍亦驅逐柳州的陳軍:126。
7月22日，海军报告陈军拟在白鹅潭谋害孙中山未逞。同日，北伐军退出韶关、翁源，驻始兴之北伐军三千人被包围。陈炯明部因军费浩繁，“特开赌业以资应付军饷，将所有赌博税金既充军费”。待战局告一段落，陈炯明至广州后，再行綦止。24日，许崇智中路军在河源遭受重创，陈炯明军改守为攻。由于连续作战、战线延长，形势对北伐军不利，粤军定于26日发起总攻击。陈炯明任关国雄为驻梧水陆各军总指挥，命黄志桓率部开赴韶关。27日，许崇智部与陈军在英德、新丰各处激战，仅英德一县即得失凡三次，最后粤军洪兆麟、叶举、钟景棠等全力夺回。北伐军仍然屯驻于翁源、曲江一带，而与陈军相持不下。29日，北伐军自韶关附近失利，被迫全线退却，直至始兴县属之江口，收容部队，重加整顿。

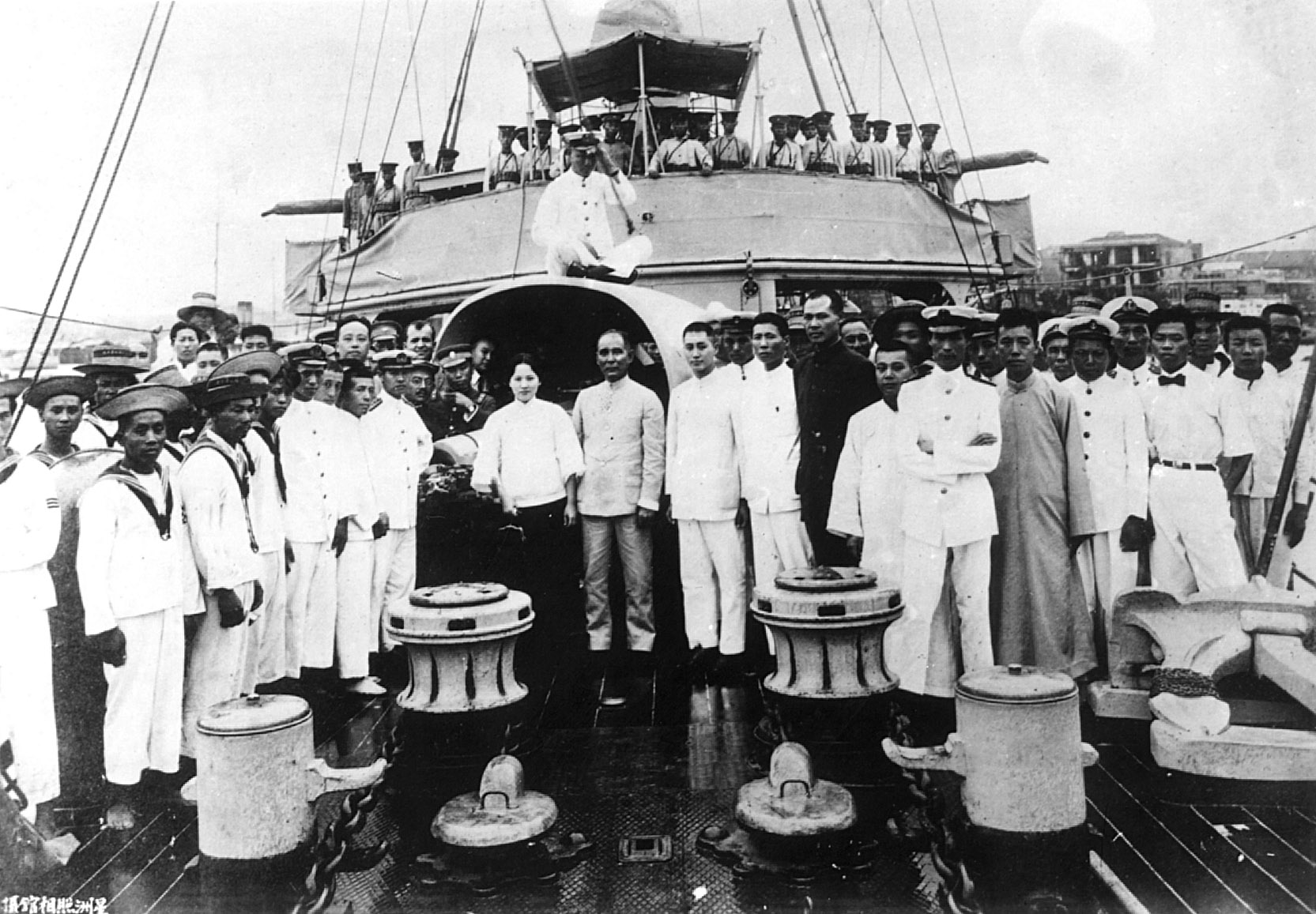
1923年8月14日，孙中山重登永丰舰

8月3日，北伐軍許崇智部於粵東北失利，退入福建:126，孫中山派人赴福建聯絡王永泉:234。4日，陳炯明占領南雄:236。7日，蒋介石以韶关未复，赣南复失，南雄不保，第一师降敌，前方军队已失重心，劝孙中山离开广州，另图发展:256。次日，居正、程潜亦劝孙中山离粤，另谋出路，孙中山未允。9日，北伐军回师途中，在韶关遭到陈军阻击。同时，受到曹锟、吴佩孚所派北军的进攻及广西陆荣廷旧部沈鸿英在赣西的袭击，三面受敌，不得不分途向赣、湘、闽、滇等地退却。回师平叛之举，终于落空。孙中山被迫于是日离开广州，前往香港:266。10日，孫中山抵達上海:272。8月15日，陳炯明在廣州自任粵軍總司令:309。

## 后续
1922年10月，孙中山将北伐军改名讨贼军，任命许崇智为东路讨贼军总司令，蒋中正为参谋长，从闽南方向讨伐陈炯明；又派邹鲁联系驻广西的滇、桂军及驻西江的粤军，组成西路讨贼军。1923年1月，西路讨贼军进入粤境，陈炯明戰败。14日，粤军纷纷倒戈，拥护孙中山回粤。陈炯明次日通电下野，率残部逃亡惠州。
1923年2月15日，孙中山回到广州，并于3月2日，在广州重建海陆军大元帅大本营。